# 延曆
延曆（782年9月30日~806年6月8日）是日本的年號之一，指的是天應之後、大同之前。此時的天皇是跨越奈良時代和平安時代兩個時代的桓武天皇，與及平安時代的平城天皇。

## 改元
- 天應二年八月十九（782年9月30日）：改元延曆。
- 延曆二十五年五月十八（806年6月8日）：改元大同。

## 來源
《後漢書卷五十二·崔駰列傳第四十二附孫寔》：夫熊經鳥伸，雖延歷之術，非傷寒之理。

## 大事記
- 延曆元年（782年）：冰上川繼之亂。
- 延曆三年（784年）十一月：由平城京遷都至長岡京。
- 延曆四年（785年）九月：長岡京造宮長官藤原種繼被暗殺。
  - 廢太子早良親王在流放到淡路的途中絕食而死。
- 延曆七年（788年）：最澄在比叡山創建延曆寺。
- 延曆十三年（794年）十月二十二日：遷都平安京。
- 延曆十六年（797年）：征夷大將軍坂上田村麻呂鎮壓東北地方的蝦夷地區。
  - 蝦夷平定後，在陸奧國築膽澤城，設置鎮守府。
- 延曆十六年（797年）：續日本紀完成。
- 延曆十九年～二十一年（800～802年）：富士山火山爆發（延曆大噴火）。
- 延曆二十五年（806年）三月十七日：桓武天皇逝世。

## 紀年
| 延曆 | 元年  | 二年  | 三年  | 四年  | 五年  | 六年  | 七年  | 八年  | 九年  | 十年  |
| 公元 | 782年 | 783年 | 784年 | 785年 | 786年 | 787年 | 788年 | 789年 | 790年 | 791年 |
| 干支 | 壬戌  | 癸亥  | 甲子  | 乙丑  | 丙寅  | 丁卯  | 戊辰  | 己巳  | 庚午  | 辛未  |

| 延曆 | 十一年 | 十二年 | 十三年 | 十四年 | 十五年 | 十六年 | 十七年 | 十八年 | 十九年 | 二十年 |
| 公元 | 792年  | 793年  | 794年  | 795年  | 796年  | 797年  | 798年  | 799年  | 800年  | 801年  |
| 干支 | 壬申   | 癸酉   | 甲戌   | 乙亥   | 丙子   | 丁丑   | 戊寅   | 己卯   | 庚辰   | 辛巳   |

| 延曆 | 二十一年 | 二十二年 | 二十三年 | 二十四年 | 二十五年 |
| 公元 | 802年    | 803年    | 804年    | 805年    | 806年    |
| 干支 | 壬午     | 癸未     | 甲申     | 乙酉     | 丙戌     |

## 參看
- 日本年號列表
- 同期存在的其他政权的紀年
  - 建中（780年正月—783年十二月））：唐朝唐德宗之年號
  - 興元（784年正月—十二月）：唐朝唐德宗之年號
  - 貞元（785年正月—805年八月）：唐朝唐德宗之年號
  - 貞元（805年八月）：唐朝唐順宗之年號
  - 元和（806年正月—820年十二月）：唐朝唐憲宗之年號
  - 天皇（784年正月—六月）：唐朝時期領袖朱泚之年號
  - 武成（784年正月—786年四月）：唐朝時期領袖李希烈之年號
  - 大興（738年—794年）：渤海文王大欽茂之年號
  - 中興（794年）：渤海成王大華璵之年號
  - 正曆（795年—809年）：渤海康王大嵩璘之年號
  - 上元（784年—808年）：南詔領袖異牟尋之年號